# Глухово (Високовське сільське поселення)
Глухово (рос. Глухово) — присілок в Торжоцькому районі Тверської області Російської Федерації.
Населення становить 192 особи. Входить до складу муніципального утворення Високовське сільське поселення.

## Історія
Від 2005 року входить до складу муніципального утворення Високовське сільське поселення.

## Населення
| 1859 | 1886 | 1989 | 2002 | 2010 |
| ---- | ---- | ---- | ---- | ---- |
| 163  | ↗207 | ↗209 | ↘185 | ↗192 |